# Missionsmuseum
Ein Missionsmuseum befasst sich mit der Geschichte der christlichen Mission. Missionsmuseen im eigentlichen Sinn entstanden seit Anfang des 20. Jahrhunderts.

## Geschichte
Die Anfänge von Sammlungen aus den Missionen reichen zurück bis in die Wunderkammern der Barockzeit. Insofern kann die Kunst- und Naturalienkammer der Franckeschen Stiftungen (um 1700) in gewissen Zügen als das älteste Missionsmuseum der Welt angesehen werden, sammelte und präsentierte es doch Raritäten aus aller Welt, die zu einem wesentlichen Teil von den Missionaren der Dänisch-Hallischen Mission zusammengetragen wurden, und ein beredtes Zeugnis über die Vielfalt fremder Kulturen gaben. Nachgelassene Sammlungen von Missionaren bildeten vielfach den Grundstock späterer ethnologischer Ausstellungen. Viel später wandelte sich das Verständnis und machte die Geschichte der Mission selbst zum Gegenstand reflektierter sozialgeschichtlicher Darstellung.

## Liste von Missionsmuseen
Deutschland
- Missionsmuseum der Missionsbenediktiner, Sankt Ottilien
- Missionsmuseum der Pallottiner, Limburg an der Lahn
- Missionsmuseum Dorsten, Sammlungen seit 1962 im Forum der Völker in Werl
- Missionsmuseum Bamberg, Bamberg
- Missionsmuseum St. Wendel im Missionshaus der Steyler Missionare, St. Wendel

Österreich
- Missionsmuseum Liefering, Liefering
- Missionsmuseum Riedegg

Schweiz
- Missionsmuseum Immensee der Missionsgesellschaft Bethlehem, Immensee

Weitere Länder
- Missionsmuseum Loreto, Mexiko
- Missionsmuseum Steyl der Steyler Missionare, Niederlande
- Muzeum Misyjne, Missionsmuseum Krosno, Polen